# Mañana Será Bonito World Tour
El Mañana Será Bonito Tour fue la cuarta gira de conciertos de la cantante colombiana Karol G, lanzada en apoyo de su cuarto álbum de estudio multiplatino Mañana será bonito (2023) y su mixtape/lado B, Mañana será bonito (Bichota Season) (2023). El setlist del espectáculo también incluye éxitos adicionales y canciones favoritas de los fans de sus tres álbumes anteriores Unstoppable (2017), Ocean (2019) y KG0516 (2021). La gira comenzó el 10 de agosto de 2023 en el Allegiant Stadium en Paradise (cerca de Las Vegas), Nevada, antes de visitar ciudades adicionales en América del Norte, gran parte de América Latina y partes de Europa. El Mañana Será Bonito Tour finalizó el 23 de julio de 2024 en el Estadio Santiago Bernabéu en Madrid.
Con una recaudación de más de 307 millones de dólares de una audiencia de 2,3 millones, Mañana Será Bonito se convirtió en la gira latina más taquillera de todos los tiempos realizada por una artista femenina y la tercera gira de conciertos más taquillera de cualquier artista latino, detrás del World's Hottest Tour de Bad Bunny y el Tour 2023-24 de Luis Miguel.

## Antecedentes
Las exitosas giras anteriores de Karol G, el $trip Love Tour (2022), así como la etapa actualizada de su Bichota Tour (2022), denominada Bichota Reloaded Tour, recaudaron casi 90 millones de dólares y vendieron 691.454 entradas en 53 espectáculos en América del Norte y América Latina, según Billboard Boxscore. Fue la gira con mayores ingresos de una latina en 2022 y la 26.ª con mayores ingresos en general.
Con el deseo de capitalizar el éxito de su cuarto álbum de estudio Mañana Será Bonito y de realizar una gira en apoyo de él, Karol G anunció nuevas fechas de gira en lugares más grandes el 27 de abril de 2023 a través de un avance en video. La cantante había realizado inicialmente tres conciertos especiales de lanzamiento de álbum con entradas agotadas en el Estadio Hiram Bithorn en San Juan, Puerto Rico en marzo de 2023, con invitados sorpresa como Feid, Maldy, Mariah Angeliq, Sean Paul, Romeo Santos y Bad Gyal. Se anunciaron seis espectáculos más en Norteamérica el 1 de junio.[3] Los actos de apertura se anunciaron el 4 de agosto.[4] Las fechas en América Latina y Europa se anunciaron a finales de año.

## Lista de canciones
La siguiente lista de canciones es el repertorio común de las fechas de la gira:
Acto I
1. TQG
2. Besties
3. Mi cama
4. El barco
5. X si volvemos
6. Tusa
7. Amargura

Acto II
1. Bichota G
2. Oki doki
3. Una noche en Medellín (Remix)
4. Qlona
5. Sejodioto
6. Bichota
7. Punto G
8. El makinón
9. Carolina
10. Gatúbela
11. Tà OK

Acto III
1. Ocean
2. Pero tú
3. Mercurio
4. A ella
5. Créeme

Acto IV
1. Mientras me curo del cora
2. Contigo
3. Si antes te hubiera conocido
4. Ojos ferrari
5. Tus gafitas
6. Cairo
7. Mi ex tenía razón
8. Kármika
9. Dañamos la amistad
10. Gucci los paños
11. 200 copas
12. MAMIII
13. S91
14. Provenza
15. Mañana será bonito

## Fechas
| Fecha                    | Ciudad              | País                 | Recinto                                                         | Acto de Apertura                           | Asistencia (Entradas vendidas / Disponibles) | Ganancias      |
| Norteamérica             | Norteamérica        | Norteamérica         | Norteamérica                                                    | Norteamérica                               | Norteamérica                                 | Norteamérica   |
| ------------------------ | ------------------- | -------------------- | --------------------------------------------------------------- | ------------------------------------------ | -------------------------------------------- | -------------- |
| 10 de agosto de 2023     | Las Vegas           | Estados Unidos       | Allegiant Stadium                                               | —                                          | 31,902 / 31,902                              | $7,212,809     |
| 14 de agosto de 2023     | San Francisco       | Estados Unidos       | Levi's Stadium                                                  | —                                          | 43,363 / 43,363                              | $6,988,710     |
| 18 de agosto de 2023     | Pasadena            | Estados Unidos       | Estadio Rose Bowl                                               | Young Miko                                 | 118,264 / 118,264                            | $25,446,544    |
| 19 de agosto de 2023     | Pasadena            | Estados Unidos       | Estadio Rose Bowl                                               | —                                          | 118,264 / 118,264                            | $25,446,544    |
| 25 de agosto de 2023     | Miami Gardens       | Estados Unidos       | Hard Rock Stadium                                               | Bad Gyal                                   | 89,814 / 89,814                              | $18,578,460    |
| 26 de agosto de 2023     | Miami Gardens       | Estados Unidos       | Hard Rock Stadium                                               | Bad Gyal                                   | 89,814 / 89,814                              | $18,578,460    |
| 29 de agosto de 2023     | Houston             | Estados Unidos       | Estadio NRG                                                     | Young Miko                                 | 48,980 / 48,980                              | $10,163,164    |
| 31 de agosto de 2023     | San Antonio         | Estados Unidos       | Alamodome                                                       | —                                          | 40,387 / 40,387                              | $5,241,375     |
| 2 de septiembre de 2023  | Dallas              | Estados Unidos       | Estadio Cotton Bowl                                             | —                                          | 68,914 / 68,914                              | $11,313,933    |
| 7 de septiembre de 2023  | East Rutherford     | Estados Unidos       | MetLife Stadium                                                 | —                                          | 109,793 / 109,793                            | $24,373,218    |
| 8 de septiembre de 2023  | East Rutherford     | Estados Unidos       | MetLife Stadium                                                 | Young Miko                                 | 109,793 / 109,793                            | $24,373,218    |
| 15 de septiembre de 2023 | Chicago             | Estados Unidos       | Soldier Field                                                   | Young Miko                                 | 52,505 / 52,505                              | $10,028,807    |
| 21 de septiembre de 2023 | Atlanta             | Estados Unidos       | Mercedes-Benz Stadium                                           | Young Miko                                 | 48,838 / 48,838                              | $6,581,701     |
| 24 de septiembre de 2023 | Orlando             | Estados Unidos       | Camping World Stadium                                           | Young Miko                                 | 49,128 / 49,128                              | $6,508,388     |
| 28 de septiembre de 2023 | Foxborough          | Estados Unidos       | Gillette Stadium                                                | Young Miko                                 | 49,134 / 49,134                              | $6,007,750     |
| Latinoamérica            |                     |                      |                                                                 |                                            |                                              |                |
| 1 de diciembre de 2023   | Medellín            | Colombia             | Estadio Atanasio Girardot                                       | Mar Mejía Jhay P Nath Young Miko           | 95,382 / 95,382                              | $10,746,637    |
| 2 de diciembre de 2023   | Medellín            | Colombia             | Estadio Atanasio Girardot                                       | Soley Jhay P Ñejo Ryan Castro              | 95,382 / 95,382                              | $10,746,637    |
| 8 de febrero de 2024     | Ciudad de México    | México               | Estadio Azteca                                                  | —                                          | 140,795 / 140,795                            | $18,410,706    |
| 9 de febrero de 2024     | Ciudad de México    | México               | Estadio Azteca                                                  | —                                          | 140,795 / 140,795                            | $18,410,706    |
| 10 de febrero de 2024    | Ciudad de México    | México               | Estadio Azteca                                                  | —                                          | 140,795 / 140,795                            | $18,410,706    |
| 16 de febrero de 2024    | Monterrey           | México               | Estadio Mobil Super                                             | —                                          | 52,643 / 52,643                              | $7,273,924     |
| 17 de febrero de 2024    | Monterrey           | México               | Estadio Mobil Super                                             | —                                          | 52,643 / 52,643                              | $7,273,924     |
| 23 de febrero de 2024    | Guadalajara         | México               | Estadio Tres de Marzo                                           | —                                          | 50,804 / 50,804                              | $7,675,116     |
| 24 de febrero de 2024    | Guadalajara         | México               | Estadio Tres de Marzo                                           | —                                          | 50,804 / 50,804                              | $7,675,116     |
| 1 de marzo de 2024       | Ciudad de Guatemala | Guatemala            | Explanada Cardales Cayalá                                       | —                                          | 38,610 / 38,610                              | $5,171,919     |
| 2 de marzo de 2024       | Ciudad de Guatemala | Guatemala            | Explanada Cardales Cayalá                                       | —                                          | 38,610 / 38,610                              | $5,171,919     |
| 5 de marzo de 2024       | San Salvador        | El Salvador          | Estadio Cuscatlán                                               | —                                          | 28,719 / 28,719                              | $2,104,317     |
| 9 de marzo de 2024       | San José            | Costa Rica           | Estadio Nacional de Costa Rica                                  | —                                          | 110,761 / 110,761                            | $8,597,495     |
| 10 de marzo de 2024      | San José            | Costa Rica           | Estadio Nacional de Costa Rica                                  | —                                          | 110,761 / 110,761                            | $8,597,495     |
| 15 de marzo de 2024      | Santo Domingo       | República Dominicana | Estadio Olímpico Félix Sánchez                                  | —                                          | 54,878 / 54,878                              | $6,261,995     |
| 16 de marzo de 2024      | Santo Domingo       | República Dominicana | Estadio Olímpico Félix Sánchez                                  | —                                          | 54,878 / 54,878                              | $6,261,995     |
| 22 de marzo de 2024      | Caracas             | Venezuela            | Estadio Monumental de Caracas                                   | Micro TDH Elena Rose                       | 75,621 / 75,621                              | $11,397,080    |
| 23 de marzo de 2024      | Caracas             | Venezuela            | Estadio Monumental de Caracas                                   | Micro TDH Elena Rose                       | 75,621 / 75,621                              | $11,397,080    |
| 5 de abril de 2024       | Bogotá              | Colombia             | Estadio El Campin                                               | Jhay P Ñejo Sharik                         | 88,573 / 88,573                              | $12,033,193    |
| 6 de abril de 2024       | Bogotá              | Colombia             | Estadio El Campin                                               | Ela Taubert Andy Rivera                    | 88,573 / 88,573                              | $12,033,193    |
| 12 de abril de 2024      | Lima                | Perú                 | Estadio Olimpico de la Universidad Nacional Mayor de San Marcos | —                                          | 79,796 / 79,796                              | $10,071,510    |
| 13 de abril de 2024      | Lima                | Perú                 | Estadio Olimpico de la Universidad Nacional Mayor de San Marcos | —                                          | 79,796 / 79,796                              | $10,071,510    |
| 19 de abril de 2024      | Santiago            | Chile                | Estadio Nacional de Chile                                       | Denise Rosenthal                           | 168,120 / 168,120                            | $14,941,774    |
| 20 de abril de 2024      | Santiago            | Chile                | Estadio Nacional de Chile                                       | Denise Rosenthal                           | 168,120 / 168,120                            | $14,941,774    |
| 21 de abril de 2024      | Santiago            | Chile                | Estadio Nacional de Chile                                       | Denise Rosenthal                           | 168,120 / 168,120                            | $14,941,774    |
| 26 de abril de 2024      | Buenos Aires        | Argentina            | Estadio Vélez Sarsfield                                         | La Joaqui                                  | 82,818 / 82,818                              | $8,006,445     |
| 27 de abril de 2024      | Buenos Aires        | Argentina            | Estadio Vélez Sarsfield                                         | La Joaqui                                  | 82,818 / 82,818                              | $8,006,445     |
| 3 de mayo de 2024        | Asunción            | Paraguay             | Estadio General Pablo Rojas                                     | —                                          | 33,207 / 33,207                              | $1,729,377     |
| 10 de mayo de 2024       | São Paulo           | Brasil               | Centro Esportivo Tietê                                          | —                                          | 9,247 / 15,174                               | $1,300,000     |
| Europa                   |                     |                      |                                                                 |                                            |                                              |                |
| 8 de junio de 2024       | Zúrich              | Suiza                | Hallenstadion                                                   | Daiky Gamboa                               | 13,157 / 13,157                              | $1,300,143     |
| 11 de junio de 2024      | Colonia             | Alemania             | Lanxess Arena                                                   | Daiky Gamboa                               | 14,541 / 14,541                              | $1,358,694     |
| 14 de junio de 2024      | Ámsterdam           | Países Bajos         | Ziggo Dome                                                      | Daiky Gamboa                               | 24,869 / 24,869                              | $2,458,187     |
| 15 de junio de 2024      | Ámsterdam           | Países Bajos         | Ziggo Dome                                                      | Daiky Gamboa                               | 24,869 / 24,869                              | $2,458,187     |
| 18 de junio de 2024      | Londres             | Reino Unido          | The O2 Arena                                                    | Daiky Gamboa                               | 29,780 / 29,780                              | $3,608,153     |
| 19 de junio de 2024      | Londres             | Reino Unido          | The O2 Arena                                                    | Daiky Gamboa                               | 29,780 / 29,780                              | $3,608,153     |
| 22 de junio de 2024      | París               | Francia              | Accor Arena                                                     | Daiky Gamboa                               | 28,192 / 28,192                              | $2,943,889     |
| 23 de junio de 2024      | París               | Francia              | Accor Arena                                                     | Daiky Gamboa                               | 28,192 / 28,192                              | $2,943,889     |
| 25 de junio de 2024      | Milán               | Italia               | Mediolanum Forum                                                | Daiky Gamboa                               | 21,079 / 21,079                              | $2,138,672     |
| 26 de junio de 2024      | Milán               | Italia               | Mediolanum Forum                                                | Daiky Gamboa                               | 21,079 / 21,079                              | $2,138,672     |
| 29 de junio de 2024      | Amberes             | Bélgica              | Sportpaleis                                                     | Daiky Gamboa                               | 18,226 / 18,226                              | $1,632,695     |
| 2 de julio de 2024       | Berlín              | Alemania             | Uber Arena                                                      | Daiky Gamboa                               | 12,054 / 12,054                              | $1,233,767     |
| 7 de julio de 2024       | Lisboa              | Portugal             | MEO Arena                                                       | Daiky Gamboa                               | 33,830 / 33,830                              | $3,078,892     |
| 8 de julio de 2024       | Lisboa              | Portugal             | MEO Arena                                                       | Daiky Gamboa                               | 33,830 / 33,830                              | $3,078,892     |
| 20 de julio de 2024      | Madrid              | España               | Estadio Santiago Bernabéu                                       | Borja Ovy On The Drums Daiky Gamboa Tiësto | 219,943 / 219,943                            | $23,594,354    |
| 21 de julio de 2024      | Madrid              | España               | Estadio Santiago Bernabéu                                       | Borja Ovy On The Drums Daiky Gamboa Tiësto | 219,943 / 219,943                            | $23,594,354    |
| 22 de julio de 2024      | Madrid              | España               | Estadio Santiago Bernabéu                                       | Borja Ovy On The Drums Daiky Gamboa Tiësto | 219,943 / 219,943                            | $23,594,354    |
| 23 de julio de 2024      | Madrid              | España               | Estadio Santiago Bernabéu                                       | Borja Ovy On The Drums Daiky Gamboa Tiësto | 219,943 / 219,943                            | $23,594,354    |
| Total                    | Total               | Total                | Total                                                           | Total                                      | 2,278,547 / 2,284,474 (99.74%)               | US$307,194,548 |